# Канадский международный автосалон
Канадский международный автосалон (англ. Canadian International AutoShow) или CIAS — международная выставка автомобилей и технологий, проходящая ежегодно в феврале в городе Торонто, Канада. 
В рамках автосалона проходят премьеры новых, обновлённых и концептуальных автомобилей различных автопроизводителей из многих стран мира, а также дебюты гоночных моделей; ежегодное число посетителей составляет в среднем 300 000 человек из Онтарио и западного Нью-Йорка, участвующих в мероприятии на протяжении всего показа.
Впервые была организована в 1974 году и располагалась тогда рядом с аэропортом. В настоящее время шоу размещается в конференц-центр Метро Торонто. 
Канадский международный автосалон сотрудничает с веб-порталом AutoTrader (принадлежит TRADER Corporation) и ежегодно демонстрирует более 1000 автомобилей, грузовиков и внедорожников, а также концепт-кары, экзотические модели, классические автомобили, мотоциклы и транспортные средства на альтернативной энергии.